# Fengyun
Fengyun (kinesiska: 枫芸, 枫芸土家族苗族乡) är en socken i Kina. Den ligger i provinsen Guizhou, i den sydvästra delen av landet, omkring 190 kilometer nordost om provinshuvudstaden Guiyang.